# Objectif Ligue 1
 (octobre 2012).
Si vous disposez d'ouvrages ou d'articles de référence ou si vous connaissez des sites web de qualité traitant du thème abordé ici, merci de compléter l'article en donnant les références utiles à sa vérifiabilité et en les liant à la section « Notes et références ».
 (juillet 2023).
La mise en forme du texte ne suit pas les recommandations de Wikipédia : il faut le « wikifier ».
Les points d'amélioration suivants sont les cas les plus fréquents. Le détail des points à revoir est peut-être précisé sur la page de discussion.
- Les titres sont pré-formatés par le logiciel. Ils ne sont ni en capitales, ni en gras.
- Le texte ne doit pas être écrit en capitales (les noms de famille non plus), ni en gras, ni en italique, ni en « petit »…
- Le gras n'est utilisé que pour surligner le titre de l'article dans l'introduction, une seule fois.
- L'italique est rarement utilisé : mots en langue étrangère, titres d'œuvres, noms de bateaux, etc.
- Les citations ne sont pas en italique mais en corps de texte normal. Elles sont entourées par des guillemets français : « et ».
- Les listes à puces sont à éviter, des paragraphes rédigés étant largement préférés. Les tableaux sont à réserver à la présentation de données structurées (résultats, etc.).
- Les appels de note de bas de page (petits chiffres en exposant, introduits par l'outil «  Source ») sont à placer entre la fin de phrase et le point final[comme ça].
- Les liens internes (vers d'autres articles de Wikipédia) sont à choisir avec parcimonie. Créez des liens vers des articles approfondissant le sujet. Les termes génériques sans rapport avec le sujet sont à éviter, ainsi que les répétitions de liens vers un même terme.
- Les liens externes sont à placer uniquement dans une section « Liens externes », à la fin de l'article. Ces liens sont à choisir avec parcimonie suivant les règles définies. Si un lien sert de source à l'article, son insertion dans le texte est à faire par les notes de bas de page.
- La présentation des références doit suivre les conventions bibliographiques. Il est recommandé d'utiliser les modèles {{Ouvrage}}, {{Chapitre}}, {{Article}}, {{Lien web}} et/ou {{Bibliographie}}. Le mode d'édition visuel peut mettre en forme automatiquement les références.
- Insérer une infobox (cadre d'informations à droite) n'est pas obligatoire pour parachever la mise en page.

Pour une aide détaillée, merci de consulter Aide:Wikification.
Si vous pensez que ces points ont été résolus, vous pouvez retirer ce bandeau et améliorer la mise en forme d'un autre article.

Objectif Ligue 1 est une série télévisée française de format shortcom créée par Frédéric Bellido, Julien Cazarre et Remy Guilloton. Elle est diffusée sur beIN Sport du lundi au jeudi dans l’émission de 19h Le Club d’Alexandre Ruiz, depuis le 11 août 2012.
La série est composée de 410 épisodes de 2 minutes chacun, elle a été commandée initialement par beIN Sport.

## Synopsis
Objectif Ligue 1 est une série humoristique consacrée au football. Elle expose le quotidien d'un club amateur de 3e district, le Saint Brignole Football Club, situé dans une zone isolée de l'Île-de-France, qui lutte pour parvenir en Ligue 1 avec l'aide de son entraîneur José (personnage principal).
Chaque épisode met en scène José, avec pour particularité de ne jamais montrer l'équipe jouer au football. Les décors se limitent au vestiaire, club house, bureau du Président, bus de déplacement et au couloir qui mène au terrain.
Le personnage principal, José, dont l’idole est l’entraîneur portugais José Mourinho, est intimement persuadé qu’il va mener son équipe en Ligue 1. Les enjeux tactiques et techniques sont les principaux obstacles de l’entraîneur. Il peut néanmoins compter sur sa capacité à motiver son équipe, ce qui constitue sa principale compétence.

## Fiche technique
- Titre : Objectif Ligue 1
- Société de production : Les Improductibles
- Réalisation : Varante Soudjian, Julien Rizzo, Cyril Tellenne, Khajag Soudjian
- Post-production : Les Improductibles
- Format : programme court, couleur
- Pays de production :  France
- Langue originale : français
- Genre : shortcom
- Durée : entre 1 min 30 et 2 minutes par épisode[4]

## Distribution
| Personnage            | Détail                                  | Acteur / Actrice |
| --------------------- | --------------------------------------- | ---------------- |
| José                  | Coach                                   | Julien Cazarre   |
| Joachim               | N°8, Capitaine de l'équipe              | Eebra Tooré      |
| Seb                   | N°1, Gardien de but                     | Frank Berjot     |
| Sylvain Lefèvre       | N°9, l'attaquant                        | Etienne Guiraud  |
| Jacky                 | N°10, le pilier alcoolique              | Didier Dordolo   |
| Andréa                | N°11, le rital                          | Jacopo Menicagli |
| Bosko                 | N°4, Le stoppeur                        | Milo Djurovic    |
| Arnaud Bergerais      | N°13, Remplaçant                        | Romain Lancry    |
| Dr Edmond de Lestrade | Médecin de l'équipe                     | Patrice Pujol    |
| Martial               | L'ultra, dirigeant des Brignoles Boys   | Thierry Lavât    |
| Arcane Mezoglou       | Le président du club                    | Payam Madjlessi  |
| Ivana Lefèvre         | Femme de Sylvain et assistante d'Arcane | Diane Dassigny   |

## Équipe de réalisation
| Réalisateur                      | Varante Soudjian | Varante Soudjian | Julien Rizzo | Cyril Tellenne | Khajag Soudjian |
| Directeur d'écriture             | Franck Cimière | Franck Cimière |              |                |                 |
| Producteur                       | Renaud Chélélékian | Renaud Chélélékian |              |                |                 |
| Directeur de la photographie     | Rod Séraphine | Stéphane Nigentz Gumuschian |              |                |                 |
| Montage                          | Pierre Manry | Pierre Manry |              |                |                 |
| Assistantes montage / Étalonnage | Laura Pennehouat, Joa Neves, Johanne Araque, Eva Reilhan & Rodolphe Duprez | Laura Pennehouat, Joa Neves, Johanne Araque, Eva Reilhan & Rodolphe Duprez |              |                |                 |
| Coordinatrice d'écriture         | Carine Valette | Carine Valette |              |                |                 |
| Chef décorateur                  | Dork Alayan | Eric Lamouroux |              |                |                 |
| Ingénieur du son                 | Yohan Piaud | Pierre-Emmanuel Martinet |              |                |                 |
| 1er Assistant réalisateur        | David Durca | Martin Day |              |                |                 |
| Assistant réalisateur            | Swan Beiner | Swan Beiner |              |                |                 |
| Scripte                          | Anne-Elise Poirot | Anne-Elise Poirot |              |                |                 |
| Premier assistant opérateur      | Maxime Lecoq | |              |                |                 |
| Régisseur général                | Jean-Claude Dielna | Jean-Claude Dielna |              |                |                 |
| Chef électricien                 | Thomas Garreau | Pierre Bertin |              |                |                 |
| Costumière                       | Donatelle Godart | Anaïs Richez |              |                |                 |
| Maquilleuse                      | Anne Caramagnol | Noémie Didenot |              |                |                 |
| Post-Production                  | Johann Barichasse & Romain Manson | Johann Barichasse & Romain Manson |              |                |                 |
| Habillage                        | Clément Morin | Clément Morin |              |                |                 |
| Graphiste Tournage               | Marc Roger | Marc Roger |              |                |                 |
| Auteurs                          | Fred Bellido, Thomas Bohbot, Matthieu Burnel, Julien Cazarre, Fabrice Clerté & Hervé Eparvier, Sergio Do Vale, Rémy Guilloton, Luigi Li, Jean-Michel Moutte, Giuze Pone, Julien Rizzo, Tarik Seddak, Khajag Soudjian & Pierre Manry | Fred Bellido, Thomas Bohbot, Matthieu Burnel, Julien Cazarre, Fabrice Clerté & Hervé Eparvier, Djal, Bertrand Dubesset, Rabah Goudjil, Rémy Guilloton, Luigi Li, Jean-Michel Moutte, Giuze Pone, Dominique Roy, Tarik Seddak, Khajag Soudjian & Pierre Manry, Varante Soudjian |              |                |                 |

Source : Génériques des épisodes,

## Personnages principaux

### Le coach, José
José est la pierre angulaire de l'équipe. Son but, son rêve: atteindre la Ligue 1. C'est lui qui va les rassembler et les mener au combat.
José est le fan absolu de l'entraineur du Réal Madrid: José Mourinho. Le coach du Saint-Brignole Football Club s'identifie tellement à son idole qu'il va jusqu'à faire croire qu'il est Portugais. Même si on peut discerner un peu de Luis Fernandez dans sa gouaille et son style, c'est vraiment celui avec qui il partage un prénom (mais alors juste un prénom) qui l'inspire au jour le jour.
José a conscience d’avoir une équipe de bras cassés tout en restant persuadé qu’il peut les mener en ligue 1 grâce à son sens tactique. Bon, après, question tactique et technique, c'est vrai que ce n’est pas encore vraiment ça, mais pour motiver son équipe, José est au top.
Le foot c'est sa vie. Surtout depuis que sa femme, Catherine, l'a quitté. Il partage maintenant ses journées entre le stade et l'appartement qu'il partage avec sa mère.
José a quelques défauts de taille. José est très superstitieux. Il est prêt à utiliser n’importe quelle religion, rites ou grigris qui lui passent par la main ou dont il entend parler pour faire gagner son équipe. Le coach est de très mauvaise foi et parfois à la limite de la malhonnêteté. Il est prêt à tout pour motiver ses joueurs. José n'est pas très courageux. Il est fort avec les faibles et faible avec les forts.

### Le capitaine, le 8: Joachim dit «Jo»
Le seul véritable athlète du club, le Black de l'équipe.
Il est hyper fier d’être capitaine. C’est celui qui ressemble le plus à un vrai footeux.
Joueur de bon niveau, il parait très charismatique mais seulement quand il ne parle pas. Ancien d’un centre de formation il aurait pu avoir un avenir dans le foot pro mais quand il avait 15 ans. Depuis, sa famille a déménagé et il s’est retrouvé dans cette équipe… « Au royaume des aveugles les borgnes sont rois ». C’est l’homme de confiance de José.
La passion de Jo, c’est le tuning de bagnoles.
Poste : Milieu défensif

### Le gardien, Seb l’embrouilleur
Très agressif il se sent vite insulté et s'énerve très vite sur le terrain (expulsé 1 match sur 2). Il est  soupe au lait, bougon.
Il a tendance à se prendre pour Chilavert et tire les coups francs, les corners mais aussi les touches et voire, parfois, se met dans le mur.
Caractériel, il tient souvent tête à José qui le considère tout de même comme un excellent gardien (le seul de l’équipe en fait).
Il se dit Irlandais mais vient plutôt de Picardie et parle comme un mec de banlieue.
Poste : Gardien

### L’éternel remplaçant, le 13: Arnaud Bergerais
Maigrelet et tout blanc, il n'a pas du tout le physique d'un footballeur mais s'entraîne dur. Toujours à l'heure, il conduit le camion en déplacement, range les ballons et les maillots. Bref, il fait tout pour se faire bien voir par José mais n'a jamais été retenu dans les Onze de départ.
Arnaud, c’est le bizut de l’équipe.
Il y a bien une fois où il a été mis titulaire en dernier recours, mais le match a été annulé avant le coup d’envoi pour terrain gelé.
12e joueur de l’équipe, il porte le numéro 13, persuadé que ça lui portera chance.
Il a l’ambition de son entraîneur et le temps de jeu du kiné.
Arnaud est célibataire, « il aime son papa », il a également une passion pour les perruches.
Poste : le banc

### L’attaquant, Sylvain Lefèvre
Titi Camara et Bakayoko sont juste super adroits à côté de lui ; il est capable de rater le cadre en étant seul devant les cages ouvertes à deux mètres après avoir mis dans le vent toute la défense grâce à sa vitesse supersonique.
En même temps il reste super optimiste et se dit que ce sera pour une prochaine fois, l’important c’est de s’amuser non ? Il a un côté imbécile heureux très prononcé. Il est vraiment l’idiot de l’équipe.
Sa copine, Ivana, est complètement écervelée et super chaude.
Poste : Attaquant, le 9.

### Andréa, le prodige
C’est l’Italien : la classe et l’amour du beau geste avant tout. Andréa est un mix de Paolo Maldini, Alessandro Nesta et Javier Pastore. Il peut faire ce qu’il veut avec un ballon… Ça serait bien de temps en temps qu’il lâche sa balle ou qu’il soit efficace, qu’il tire au but par exemple au lieu de faire une roulette devant les cages vide… Il a toujours une bonne excuse pour son attitude sur le terrain…
Attentif à son physique il veut avoir la classe sur et en dehors du terrain.
Il est célibataire et se tape tout ce qui bouge.
Poste : le 11 Ailier

### Jacky, le numéro 10
Une dégaine de clochard, à côté de lui Gainsbourg était Mary Poppins.
On ne sait pas quel âge il a exactement ni depuis quand il est au club. Il est toujours là dans un coin ou de passage et il distille régulièrement une phrase qui sonne comme une citation à la Gabin, qui décontenance souvent son entourage. Titulaire indiscutable, son rendement dans le jeu reste un mystère. Un peu considéré comme un puits de sagesse par ses coéquipiers et José, il n’en reste pas moins que ses interventions ressemblent la plupart du temps à des brèves de comptoir.
Poste : le 10, meneur de jeu.

### Edmond de Lestrade, le kiné
Ce "médecin" n'a en fait aucun diplôme. Il a juste passé et échoué à deux reprises au brevet de secourisme mais ça lui seul le sait. Il essaye malgré tout de faire le job avec les maladresses de son incompétence tout en prenant l’air sur de lui ; la plupart du temps ça passe…
Il tient toujours un discours très pro, pour noyer le poisson sur son incompétence. Edmond est en fait un charlatan. Il est sûr de ce qu’il avance, en tout cas le fait croire. Toujours plein de théories qu’il expose avec science.
Poste : Médecin de l'équipe.

### Bosko, le n° 4
Avec lui pas de consigne mais des contrats, c’est un tueur à gages gentil. C’est un ancien de la guerre en Bosnie… A priori une grande expérience des moments chauds un grand sang-froid… On sait qu’il a été dans l’équipe de Milosevic mais un doute subsiste… Savo, le joueur de Saragosse ou Slobodan, le tortionnaire ? Il a l’accent de Ivan Drago dans Rocky 4 (Rocky IV)…
Il exécute méthodiquement tous les ordres de son coach mais a tendance à les prendre au premier degré ce qui peut occasionner des problèmes. Malgré son air de brute et son tableau de chasse sur le terrain dans le fond il est plutôt gentil et naïf. C’est un sentimental en fait.
Poste : stoppeur.

### Le supporter N°1 Martial, l’ultra.
Toujours là, entraînements, matchs à domicile, à l'extérieur, à l'entrée et à la sortie des vestiaires, il est le président du club de supporter (les Brignoles Boys) dont il est le seul membre ACTIF.
Point fort : il parvient toujours à rameuter quelques spectateurs pendant les matchs.
Dernier fait d’armes : a embarqué tous les vieux du club de canasta pour un match à l'extérieur en leur faisant croire qu'ils allaient faire une rencontre Interclubs.
Prêt à tout pour faire gagner son équipe favorite.
Il a la foi de Santos Mirasierra et l’attirail de Rémi Bricka.

### Le président, le «mécène» turc, Arcane Mezoglou.
Gérant d’une chaîne de restaurants Kebab « Aux délices du Bosphore » (« plus t‘en manges, plus t‘es fort »), il compte se servir du club pour inonder la région de ses grecs frites. Il croit dur comme fer au projet de montée en ligue 1 de José.
Il aime que José prenne les choses en mains et motive les joueurs.